# Греми
Греми (груз. გრემი) — архитектурный памятник XVI века — царская крепость в грузинской исторической области Кахетия. Крепость с церковью Архангелов — это всё, что осталось от некогда процветающего города Греми. Архитектурный комплекс расположен к востоку от современного одноимённого села в районе города Кварели, в 175 км к востоку от Тбилиси, столицы Грузии.

## История

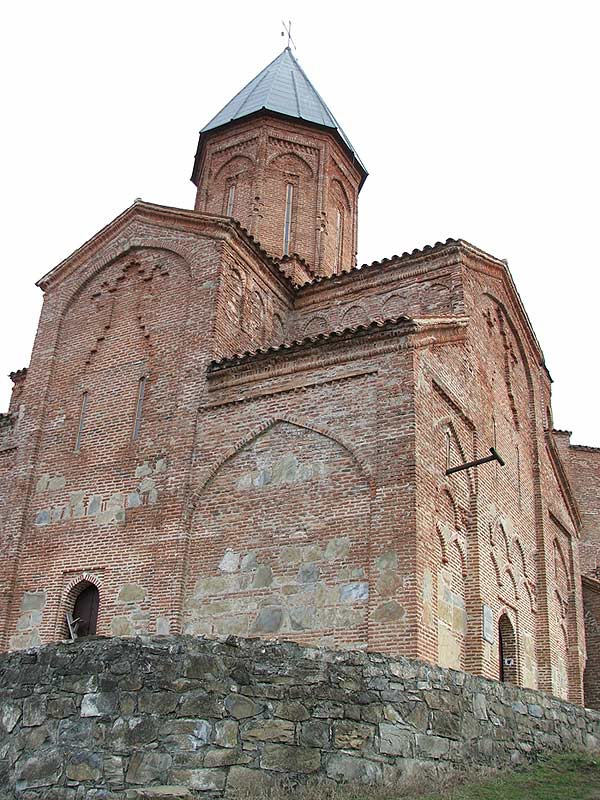
Церковь Архангелов Михаила и Гавриила в крепости Греми

В конце XV века единое Грузинское царство распалось на 4 части: царства Картли, Кахети , Имерети и княжество Самцхе-Саатабаго, история Греми как стратегически и политически важного города восходит к XV веку, после того как первый король Кахетии — Георгий (1466—1476) сделал Греми столицей Кахетинского царства. На протяжении двух столетий город Греми был не только политическим но и культурно-образовательным центром Королевства Кахети и экономическим торговым городом Великого Шёлкового пути, многочисленные вторжение шаха Аббаса сровняли с землёй Картли-Кахети. Особого внимания заслуживают походы, устроенные в 1616 году. Взбешенный шах не смог полностью уничтожить Кахети, но он разрушил страну, взял более ста тысяч пленных и c тех пор город никогда не обрёл былого процветания и в середине XVII века цари Кахетии перенесли свою столицу в Телави.
В городе проживало большое количество армян. В 30-х годах XVII века, с посольством в городе побывал Фёдор Волконский, который отметил что в городе есть армянская церковь, армянский двор с каменной оградой, за которой находилась ещё одна церковь. Кроме, возле царского двора, имелось ещё до 10 армянских церквей.
Посетивший регион Иоган Гюльденштедт в своем научном труде описывая поселение отмечал:
В близлежащей  долине лежал некогда обширный город Греми, от коего осталось еще 5 церквей, из коих одна имеет грузинские, а другие армянские надписи.
Город, предположительно, занимал площадь в 40 га и состоял из трех основных частей — церкви Архангелов, царской резиденции и торгового района.
Комплекс Церкви Архангелов расположен на холме и состоит из самой церкви Архангелов Михаила и Гавриила, колокольни, трёхэтажного дворца и винного погреба (марани). Комплекс окружён стеной, с башнями и амбразурами. Сохранились остатки тайного подземного хода, ведущего к реке.
Церковь Архангелов была построена по приказу царя Левана Кахетинского в 1565 году и расписанна в 1577 году.
В 2007 году памятники Греми были предложены для включения в список всемирного наследия ЮНЕСКО.

## Архитектура

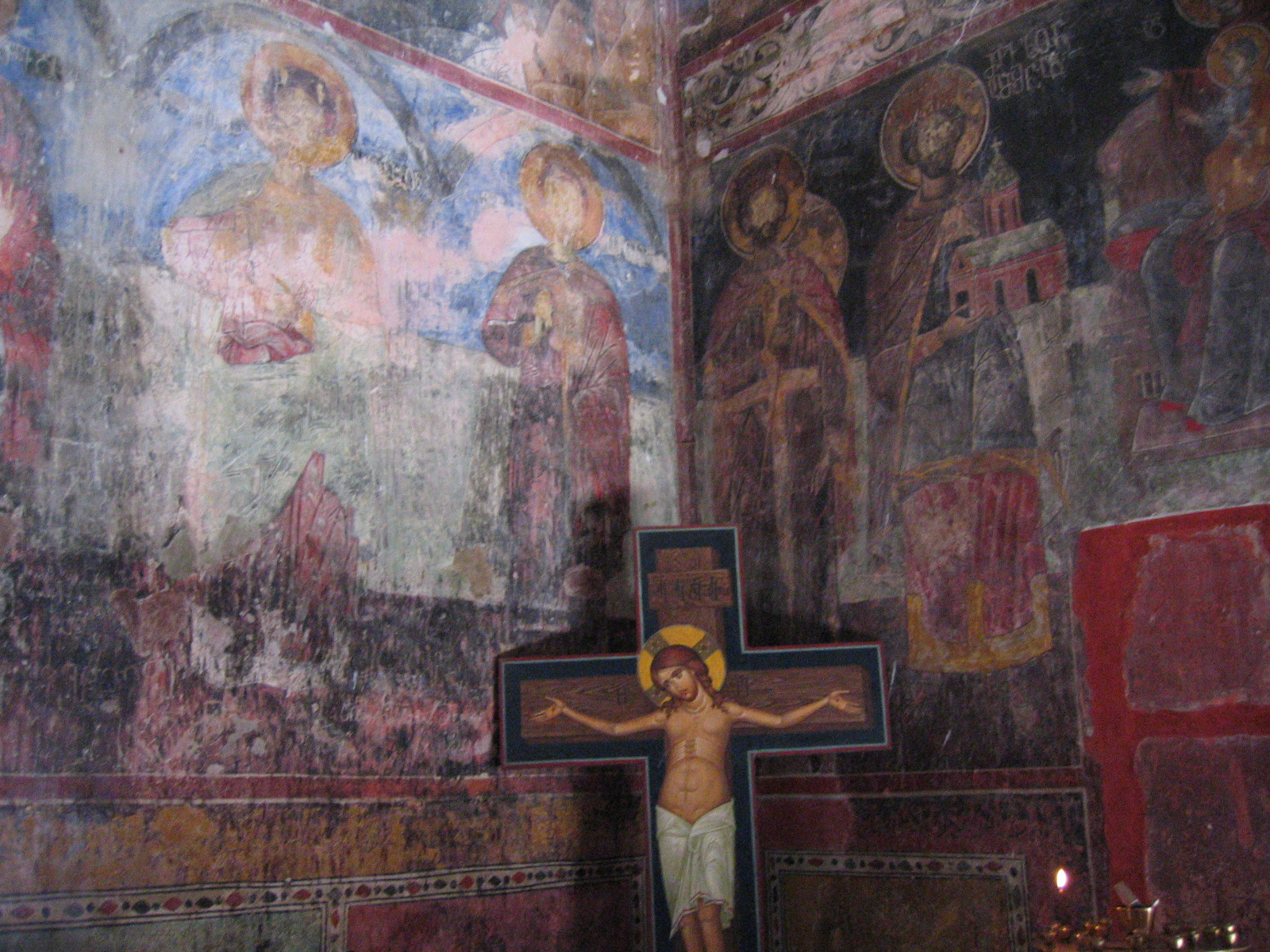
Церковь Архангелов Михаила и Гавриила в крепости Греми, роспись интерьера

Комплекс Церкви Архангелов расположен на холме и состоит из самой церкви Архангелов Михаила и Гавриила, колокольни, трёхэтажного дворца и винного погреба (марани). Комплекс окружён стеной, с башнями и амбразурами. Сохранились остатки тайного подземного хода, ведущего к реке.
Церковь Архангелов была построена по приказу царя Левана Кахетинского в 1565 году и расписана в 1577 году. Это каменный крестово-купольный храм. Традиционная грузинская каменная кладка, включает в себя местную интерпретацию иранских архитектурных вкусов. Здание имеет три входа — основной западный и два боковых — северный и южный. Купол храма лежит на углах алтарной апсиды и на двух опорных столбах. Барабан купола имеет аркатурный пояс и восемь узких окон. Фасад разделен на три арочные секции.
В колокольне церкви выставлено несколько археологических экспонатов и пушка XVI века. Стены украшены серией портретов царей Кахети кисти современного грузинского художника Левана Чогошвили (1985).